# Nils Marius Rekkedal
Nils Marius Rekkedal, född 8 februari 1951, är en norsk-svensk historiker och militär forskare, samt professor vid svenska Försvarshögskolan 2001–2011.
Rekkedal erhöll 1980 cand. philol.-examen ("hovedfag") i historia från Universitetet i Bergen. Hans avhandling handlade om upprorsbekämpning i Sydvietnam 1954. Han har varit forskare vid norska Forsvarets forskningsinstitutt (FFI) och Forsvarets overkommando samt byråchef i Samferdselsdepartementet (norska kommunikationsdepartementet). Han var 2001-2004 gästprofessor och är sedan 2004 professor i krigsvetenskap, särskilt militärteori, vid svenska Försvarshögskolan. Som forskare har han publicerat ett 70-tal arbeten. Hans forskning har varit inriktat på militärteori och teknisk utveckling samt på rysk taktik.
Med början 2007 riktades anklagelser om forskningsfusk och plagiat mot Rekkedal. Försvarshögskolans tillförordnade rektor Gerry Larsson bad Vetenskapsrådet (VR) utreda anklagelserna och VR kallade Kristian Gerner och Marie Demker som sakkunniga. Vetenskapsrådet fann att Rekkedal "har avvikit från god vetenskaplig sed", men eftersom fallen av plagiat låg mer än två år bakåt i tiden medförde detta ingen disciplinpåföljd enligt Statens ansvarsnämnd. Högskolans ledning lät Rekkedal arbeta kvar, vilket ledde till protester från kolleger. Rekkedal själv menade sig vara utsatt för systematiska trakasserier.
Konflikten löstes tillfälligt 2010 då Rekkedal fick två betalda friår för ett forskningsprojekt i Finland, och slutgiltigt 2011 genom en överenskommelse mellan Rekkedal och försvarshögskolans nytillträdde rektor Romulu Enmark som innebar att Rekkedal lämnade sin tjänst.